# Az élet evolúciós történetének idővonala
Az időtartamok millió évben (Mé) vannak megadva.

## Idővonal

### Hadaikum
4540 Mé – 4031 Mé
| Idő (Mé)  | Esemény |
| --------- | --- |
| 4540      | A Föld kialakulása, amit megelőzhetett az élethez szükséges szerves komponensek kialakulása a bolygóközi porfelhőben. |
| 4510      | A mára széleskörűen elfogadott gigászi ütközés elmélete szerint a Hold keletkezése a Föld és egy feltételezett bolygó ütközéséből keletkezett. A Hold gravitációs hatása stabilizálja a Föld forgástengelyének billegését, jelentősen csökkentve az ebből adódó éghajlati változásokat. |
| 4404      | A folyékony víz legrégibb bizonyítéka a Földön, amelyeket a legrégibb ismert cirkon kristályban találtak. |
| 4280–3770 | Az élet lehetséges legrégibb megjelenése a Földön. |

### Archaikum
4031 Mé – 2500 Mé
| Idő (Mé)  | Esemény |
| --------- | --- |
| 4100      | A lehetséges legrégibb biogén szénmaradványok. |
| 4100–3800 | A késői nagy bombázás időszaka. A meteoritok kiterjedt zárótűzének hatása a bolygó belsejére. A Földet borító víz felmelegedése kedvező feltételeket teremtett az ősnemzéshez. |
| 4000      | Zöldkőövöv kialakulása a Rabszolga-tó kraton Acasta gneiszeiben Észak-Kanadában – a legrégibb ismert sziklaöv. |
| 3900–2500 | Prokarióták megjelenése. Úgy gondoljuk, hogy az első szervezetek kemoautrófok voltak, széndioxidot és oxidálódó szerves anyagot használtak fel energia kivonására. |
| 3800      | Az Isua-komplexum kőövének kialakulása Nyugat-Grönlandon, ahol az izotópia frekvenciák az élet jelenlétét mutatják. A földi élet legkorábbi bizonyítékai a következők: 3,8 Mrd éves biogén hematit a kanadai Nuvvuagittuq zöldkő-övezet sávos vasformációjában, grafit 3,7 Mrd éves metaüledékes kőzetekben Grönland nyugati részén és mikrobális szőnyeg foszíliák 3,48 Mrd éves homokkőben Nyugat-Ausztráliában. |
| 3800–3500 | Az utolsó egyetemes közös ős (Last universal common ancestor: LUCA) – a baktériumok és az archaeák elágazása. A baktériumok primitív fotoszintézist fejtenek ki, amely először nem termelt oxigént. |

### Proterozoikum
2500 Mé – 539 Mé
| Idő (Mé) | Esemény |
| -------- | --- |
| 2500     | A cianobaktériumok oxigenizáló fotoszintézise a nagy oxigenizációs eseményhez vezet. A lemeztektonika kezdete a régi tengeri kéreggel, amely elég sűrű ahhoz, hogy szubdukáljon. |
| 2023     | A Vredefort ütközési szerkezet kialakulása, amely a Föld egyik legnagyobb és legrégibb igazolt ütközési szerkezete. A kráter a becslések szerint 170–300 km átmérőjű lehetett, amikor kialakult. |
| Kb. 1850 | Eukarióta sejtek, membránnal határolt organellumok (sejtrészecskék) differenciált funkciókkal, amelyek fagocitózissal egymást elnyelő prokariótákból származhatnak (lásdː szimbiogenezis és endoszimbiózis). A bakteriális vírusok (bakteriográfok) a prokarióta és az eukarióta vonalak divergenciája előtt vagy röviddel utána jelennek meg. A vörös medencék oxidáló légkört jeleznek, ami kedvez az eukarióta élet terjedésének. |
| 1500     | Volyn bióta, kivételesen jó állapotban megőrződött, változó morfológiájú mikrofosszilia gyűjtemény. |
| 1300     | A legrégibb szárazföldi gombák |
| Kb. 1200 | Sejtosztódás és ivaros szaporodás az egysejtű eukariótákban, lehetséges esemény az összes eukarióta ősében vagy az RNS világban. Az ivaros szaporodás növeli az evolúció ütemét. |
| Kb. 1000 | Az első nem-tengeri eukarióták kimozdulnak a szárazföldre. Ezek fotoszintetizálók és többsejtűek voltak. Jelezve, hogy a növények sokkal korábban kifejlődtek, mint korábban gondolták. |
| 750      | Az állati evolúció kezdete |
| 720–630  | Lehetséges globális eljegesedés. Növekvő atmoszférikus oxigén- és csökkenő szén-dioxid tartalom, aminek a szárazföldi növények evolúciója vagy oka volt vagy eredménye. Megoszlanak a vélemények arról, hogy ez növelte-e vagy csökkentette-e a biológiai sokféleséget, illetve az evolúció ütemét. |
| 600      | A légköri oxigén felhalmozódása lehetővé teszi az ózonréteg kialakulását. A korábbi szárazföldi élethez valószínűleg más kémiai anyagokra lett volna szükség az ultraibolya sugárzás csillapításához. |
| 580–542  | Ediacarai fauna, az első nagy, összetett vízi többsejtű szervezetek. |
| 580–500  | Kambriumi robbanás |

## Fordítás
- Ez a szócikk részben vagy egészben  a   Timeline of evolutionary history of life című angol Wikipédia-szócikk fordításán alapul.  Az eredeti cikk szerkesztőit annak laptörténete sorolja fel. Ez a jelzés csupán a megfogalmazás eredetét és a szerzői jogokat jelzi, nem szolgál a cikkben szereplő információk forrásmegjelöléseként.

## Magyar nyelvű források
- ↑ HÁGYÉ:  HÁGYÉː A Hold keletkezése, a Föld-Hold rendszer
- ↑ Margulis:  Margulis, Lynnː Az együttélés bolygója. Az evolúció új megközelítése. Vince Kiadó 2000. ISBN 963 9192 52 X
- ↑ Mészáros:  Mészáros Ernőː A Föld rövid története. Vince Kiadó 2001. ISBN 963 9192 88 0
- ↑ Szathmáry-Smith:  Szathmáry Eörs - John Maynard Smithː A földi élet regénye. Vince Kiadó 2000. ISBN 963 9192 69 4